# Anchoa helleri
Anchoa helleri är en fiskart som först beskrevs av Hubbs 1921.  Anchoa helleri ingår i släktet Anchoa och familjen Engraulidae. IUCN kategoriserar arten globalt som livskraftig. Inga underarter finns listade i Catalogue of Life.